# Myrmarachne dundoensis
Myrmarachne dundoensis är en spindelart som beskrevs av Fred R. Wanless 1978. Myrmarachne dundoensis ingår i släktet Myrmarachne och familjen hoppspindlar. Inga underarter finns listade i Catalogue of Life.